# Statsminister (Norwegen)
Der Statsminister (dt. Ministerpräsident) ist der Regierungschef Norwegens. Er wird vom Statsministerens kontor (SMK) in seinen Aufgaben unterstützt.
Norwegen ist laut seiner Verfassung von 1814 eine konstitutionelle Erbmonarchie. Formal liegt die Exekutive beim König, der den Ministerpräsidenten ernennt, mit der Regierungsbildung beauftragt und die von ihm vorgeschlagenen Minister beruft.

## Entwicklung des Titels
Ursprünglich trug das Amt den inoffiziellen Titel „Erster Minister“ (norw. førstestatsråd). Was in vielen Ländern „Minister“ genannt wird, trug in Norwegen den Titel statsråd („Staatsrat“) oder departementschef („Chef des Departements XY“). 1873 wurde der Titel statsminister eingeführt. Im Deutschen findet allgemein die Übersetzung „Ministerpräsident“, selten auch „Premierminister“, Verwendung. Der aus dem Deutschen entlehnte Titel ministerpresident ist in Norwegen negativ konnotiert, da ihn der von den Nationalsozialisten eingesetzte Vidkun Quisling benutzte.

## Verfassungsrechtliche Stellung
Die Rechte und Pflichten des Ministerpräsidenten sind in der Verfassung nicht ausdrücklich festgelegt. Explizit wird lediglich seine Unterschrift bei Kabinettsentscheidungen gefordert. Zudem besitzt der norwegische Ministerpräsident eine Extrastimme, wenn der König im Staatsrat nicht anwesend ist. Der Regierungschef ist den übrigen Ministern formal hierarchisch nicht übergeordnet. Allerdings hat er ein Informationsrecht, das sich auf alle Ministerien erstreckt.

## Listen der Amtsträger

### Statthalter von Norwegen während der dänisch-norwegischen Personalunion
- Christen Munk (1556–1572)
- Povel Huitfeldt (1572–1577)
- Ludvig Ludvigsen Munk (1577–1583)
- Axel Gyldenstjerne (1588–1601)
- Jørgen Friis (1601–1608)
- Enevold Kruse (1608–1618)
- Jens Juel (1618–1629)
- Christopher Knudsson Urne (1629–1642)
- Hannibal Sehested (1642–1651)
- Gregers Krabbe (1651–1655)
- Niels Trolle (1656–1661)
- Iver Tageson Krabbe (1661–1664)
- Ulrik Fredrik Gyldenløve (1664–1699)
  - Ove Juel (Vize) (1669–1674)
  - Erik Banner (Vize) (1679–1681)
  - Just Høeg (Vize) (1682–1694)
  - Frederik von Gabel (Vize) (1699–1708)
  - Johan Vibe (Vize) (1708–1710)
- Woldemar Freiherr von Löwendal (1710–1712)
  - Claus Henrik Vieregg (Vize) (1712–1713)
  - Fredrik Krag (Vize) (1713–1722)
- Ditlev Vibe (1722–1731)
- Christian Rantzau (1731–1739)

- Jacob von Benzon (1750–1771)
- Karl von Hessen-Kassel (1766–1768)
- Jacob von Benzon (1770–1771)

- Christian August von Schleswig-Holstein (1809–1810)
- Friedrich von Hessen-Kassel (1810–1813)
- Christian Frederik (1813–1814)

### Reichsstatthalter bzw. Ministerpräsidenten von 1814 bis 1884
- Frederik Haxthausen Erster Staatsrat (2. März 1814-August 1814)
- Marcus Gjøe Rosenkrantz Erster Staatsrat (August 1814–9. November 1814)
- Vizekönig Karl (III) Johan (9.–17. November 1814)
- Graf Hans Henrik von Essen (1814–1816)
- Vizekönig Karl (III) Johan (10. Juni–16. Juli 1816)
- Graf Hans Henrik von Essen (16. Juli–2. August 1816)
- Graf Carl Carlsson Mörner (1816–1818)
- Graf Johan August Sandels (1818–1824)
- Vizekönig, Kronprinz Oscar (I) (11. April–1. November 1824)
- Graf Johan August Sandels (1824–1827)
- Graf Baltzar von Platen (1827–1829)
- Jonas Collett (1829–1833)
- Vizekönig, Kronprinz Oskar (I) (17. Juli–3. September 1833)
- Jonas Collett (1833–1836)
- Graf Herman von Wedel-Jarlsberg (1836–1840)
- Nicolay Johan Lohmann Krog (1840–1841)
- Severin Løvenskiold (1841–1856)
- Vizekönig, Kronprinz Karl (XV) (1856–1857)
- Jørgen Herman Vogt (1857–1858)
- Hans Christian Petersen (1858–1861)
- Frederik Stang (1861–1880)
- Christian August Selmer (1880–1884)
- Christian Homann Schweigaard (1884–1884)

### Ministerpräsidenten seit Einführung des Parlamentarismus
- 1884–1889: Johan Sverdrup (1816–1892)
- 1889–1891: Emil Stang, 1. Regierung (1834–1912)
- 1891–1893: Johannes Steen, 1. Regierung (1827–1906)
- 1893–1895: Emil Stang, 2. Regierung (1834–1912)
- 1895–1898: Francis Hagerup (1853–1921)
- 1898–1902: Johannes Steen, 2. Regierung  (1827–1906)
- 1902–1903: Otto Albert Blehr, 1. Regierung (1847–1927)
- 1903–1905: Francis Hagerup (1853–1921)
- 1905–1907: Christian Michelsen (1857–1925)
- 1907–1908: Jørgen Løvland (1848–1922)
- 1908–1910: Gunnar Knudsen, 1. Regierung (1848–1928)
- 1910–1912: Wollert Konow (1845–1924)
- 1912–1913: Jens Bratlie (1856–1939)
- 1913–1920: Gunnar Knudsen, 2. Regierung (1848–1928)
- 1920–1921: Otto Bahr Halvorsen, 1. Regierung (1872–1923)
- 1921–1923: Otto Albert Blehr, 2. Regierung (1847–1927)
- 1923–1923: Otto Bahr Halvorsen, 2. Regierung (1872–1923)
- 1923–1924: Abraham Berge (1851–1936)
- 1924–1926: Johan Ludwig Mowinckel, 1. Regierung (1870–1943)
- 1926–1928: Ivar Lykke (1872–1949)
- 1928–1928: Christopher Hornsrud (1859–1960)
- 1928–1931: Johan Ludwig Mowinckel, 2. Regierung (1870–1943)
- 1931–1932: Peder Kolstad (1878–1932)
- 1932–1933: Jens Hundseid (1883–1965)
- 1933–1935: Johan Ludwig Mowinckel, 3. Regierung (1870–1943)
- 1935–1940 und Leiter der Exilregierung 1940–1945: Johan Nygaardsvold (1879–1952)
- 1942–1945 (von deutscher Besatzungsmacht eingesetzt): Vidkun Quisling (1887–1945)
- 1945–1951: Einar Gerhardsen (1897–1987), 1. Regierung
- 1951–1955: Oscar Torp (1893–1958)
- 1955–1963: Einar Gerhardsen, 2. Regierung
- 1963–1963: John Lyng (1905–1978)
- 1963–1965: Einar Gerhardsen, 3. Regierung
- 1965–1971: Per Borten (1913–2005)
- 1971–1972: Trygve Bratteli (1910–1984), 1. Regierung
- 1972–1973: Lars Korvald (1916–2006)
- 1973–1976: Trygve Bratteli, 2. Regierung
- 1976–1981: Odvar Nordli (1927–2018)
- 1981–1981: Gro Harlem Brundtland (* 1939), 1. Regierung
- 1981–1986: Kåre Willoch (1928–2021)
- 1986–1989: Gro Harlem Brundtland, 2. Regierung
- 1989–1990: Jan P. Syse (1930–1997)
- 1990–1996: Gro Harlem Brundtland, 3. Regierung
- 1996–1997: Thorbjørn Jagland (* 1950)
- 1997–2000: Kjell Magne Bondevik (* 1947), 1. Regierung
- 2000–2001: Jens Stoltenberg (* 1959), 1. Regierung
- 2001–2005: Kjell Magne Bondevik, 2. Regierung
- 2005–2013: Jens Stoltenberg, 2. Regierung
- 2013–2021: Erna Solberg (* 1961), Regierung Solberg
- seit 2021: Jonas Gahr Støre (* 1960), Regierung Støre